# Ouled Derradj (distrito)
Ouled Derradj é um distrito localizado na província de M'Sila, Argélia, e cuja capital é a cidade de mesmo nome. O distrito é composto por cinco comunas.[carece de fontes?]